# جام باشگاه‌های جهان ۲۰۲۳
جام باشگاه‌های جهان ۲۰۲۳ بیستمین دوره جام باشگاه‌های جهان است، یک تورنمنت بین‌المللی فوتبال باشگاهی سازماندهی شده توسط فیفا بین برندگان شش کنفدراسیون قاره‌ای و همچنین قهرمان لیگ کشور میزبان برگزار خواهد شد. این مسابقات از ۱۲ تا ۲۲ دسامبر ۲۰۲۳ به میزبانی عربستان سعودی برگزار خواهد شد. این آخرین تورنمنت ۷ تیمی مسابقات است زیرا که مسابقات در سال ۲۰۲۵ به ۳۲ تیم افزایش خواهد یافت.
رئال مادرید، مدافع عنوان قهرمانی، به دلیل حذف در مرحله نیمه نهایی لیگ قهرمانان اروپا ۲۳–۲۰۲۲ توسط قهرمان آن دوره، منچستر سیتی، واجد شرایط نشد. این تیم انگلیسی با شکست ۴–۰ فلومیننزه در فینال، اولین عنوان خود را در این مسابقات بدست آورد.

## انتخاب میزبان
اگرچه برای سال ۲۰۲۵ یک جام باشگاه‌های جهان بزرگ و هر چهار سال یک‌بار برنامه‌ریزی شده است، فیفا در ۱۳ فوریه ۲۰۲۳ تأیید کرد که یک تورنمنت در سال ۲۰۲۳ برگزار خواهد شد. در همان ماه، یونیورسو آنلاین گزارش داد که عربستان سعودی علاقه‌مند به میزبانی مسابقات جام باشگاه‌های جهان ۲۰۲۳ و ۲۰۲۴ است. در ۱۴ فوریه، شورای فیفا اعلام کرد که عربستان سعودی میزبان مسابقات خواهد بود.

## تیم‌های راه‌یافته
| تیم                | کنفدراسیون         | صلاحیت                             | تاریخ صلاحیت       | مشارکت                                                                      |
| ورود از نیمه نهایی | ورود از نیمه نهایی | ورود از نیمه نهایی                 | ورود از نیمه نهایی | ورود از نیمه نهایی                                                          |
| ------------------ | ------------------ | ---------------------------------- | ------------------ | --------------------------------------------------------------------------- |
| فلومیننزه          | کونمبول            | قهرمان جام لیبرتادورس ۲۰۲۳         | ۴ نوامبر ۲۰۲۳      | اولین                                                                       |
| منچستر سیتی        | یوفا               | قهرمان لیگ قهرمانان اروپا ۲۳–۲۰۲۲  | ۱۰ ژوئن ۲۰۲۳       | اولین                                                                       |
| ورود از مرحله دوم  |                    |                                    |                    |                                                                             |
| اوراوا رد دایموندز | ای‌اف‌سی             | قهرمان لیگ قهرمانان آسیا ۲۰۲۲      | ۲۶ فوریه ۲۰۲۳      | سومین (قبلی: ۲۰۰۷، ۲۰۱۷)                                                    |
| الاهلی             | کاف                | قهرمان لیگ قهرمانان آفریقا ۲۳–۲۰۲۲ | ۱۱ ژوئن ۲۰۲۳       | نهمین (قبلی: ۲۰۰۵, ۲۰۰۶, ۲۰۰۸, ۲۰۱۲, ۲۰۱۳, ۲۰۲۰, ۲۰۲۱, ۲۰۲۲)                |
| لئون               | کونکاکاف           | قهرمان لیگ قهرمانان کونکاکاف ۲۰۲۳  | ۴ ژوئن ۲۰۲۳        | اولین                                                                       |
| ورود از مرحله اول  |                    |                                    |                    |                                                                             |
| اوکلند سیتی        | اواف‌سی             | قهرمان لیگ قهرمانان اقیانوسیه ۲۰۲۳ | ۲۷ مه ۲۰۲۳         | یازدهمین (قبلی: ۲۰۰۶, ۲۰۰۹, ۲۰۱۱, ۲۰۱۲, ۲۰۱۳, ۲۰۱۴, ۲۰۱۵, ۲۰۱۶, ۲۰۱۷, ۲۰۲۲) |
| الاتحاد            | ای‌اف‌سی (میزبان)    | قهرمان لیگ حرفه‌ای عربستان ۲۳–۲۰۲۲  | ۲۷ مه ۲۰۲۳         | دومین (قبلی: ۲۰۰۵)                                                          |

نکات
1. ↑  اوراوا رد دایموندز در ۲۶ فوریه ۲۰۲۳ زمانی که باشگاه الهلال عربستان به عنوان نماینده غرب آسیا در فینال تایید شد، به مسابقات راه یافت؛ زیرا که اگر تیمی از کشور میزبان قهرمان لیگ قهرمانان آسیا می‌شد، نایب قهرمان لیگ قهرمانان آسیا به جای قهرمان لیگ میزبان دعوت می‌شد. اوراوا رد دایموندز ورود خود از مرحله یک‌چهارم نهایی را در ۶ مه ۲۰۲۳ با قهرمانی در لیگ قهرمانان آسیا ۲۰۲۲ تایید کرد.

## ورزشگاه‌ها
جده به عنوان شهر میزبان در ۲۶ ژوئن ۲۰۲۳ تایید شد. مسابقات در دو ورزشگاه در یک شهر برگزار خواهد شد.
| جده · | جده                   | جده                         |
| ----- | --------------------- | --------------------------- |
| جده · | شهر ورزشی ملک عبدالله | ورزشگاه امیر عبدالله الفیصل |
| جده · | گنجایش: ۶۲,۳۴۵        | گنجایش: ۲۷,۰۰۰              |
| جده · |                       |                             |

## داوران
در ۳ نوامبر ۲۰۲۳، فیفا ۵ داور، ۱۰ کمک داور و هشت کمک داور ویدئویی را برای این مسابقات تعیین کرد.
| کنفدراسیون | داوران          | کمک داوران                      | کمک داوران ویدئویی                                         |
| ---------- | --------------- | ------------------------------- | ---------------------------------------------------------- |
| ای‌اف‌سی     | محمد الحویش     | - خلاف الشمری - یاسر السلطان    | خمیس المری                                                 |
| کاف        | ژان ژاک ندالا   | - الویس نوپو - آرسنیو مارینگول  | عادل زورک                                                  |
| کونکاکاف   | توری پنسو       | - بروک مایو - کاترین نسبیت      | تاتیانا گوزمان                                             |
| کونمبول    | خسوس والنسوئلا  | - خورخه اوره‌گو - تولیو مورنو    | - خوان سوتو - خوان لارا                                    |
| یوفا       | شیمون مارسینیاک | - توماش لیستکیویچ - آدام کوپسیک | - توماش کویاتکوفسکی - الخاندرو هرناندز هرناندز - ایوان ببک |

یک داور ذخیره نیز برای مسابقات تعیین شد.
| کنفدراسیون | داور ذخیره           |
| ---------- | -------------------- |
| اواف‌سی     | کمپل-کیرک کاوانا-واگ |

## بازیکنان
هر تیم باید نام ۲۳ بازیکن (۳ بازیکن دروازه‌بان) را برای مسابقات ثبت کند. تعویض مصدوم تا ۲۴ ساعت قبل از اولین بازی تیم مجاز است.

## مسابقات
اگر یک مسابقه بعد از زمان عادی بازی مساوی شود:
- برای مسابقات حذفی وقت اضافه انجام می‌شود. اگر بعد از وقت اضافه باز هم مساوی باشد، ضربات پنالتی برای تعیین برنده انجام می‌شود.
- برای مسابقه سوم وقت اضافه انجام نمی‌شود و برای تعیین برنده، ضربات پنالتی انجام می‌شود.

|  | مرحله اول                  | مرحله اول          |                            |      | مرحله دوم                  | مرحله دوم                  |  |  | نیمه نهایی | نیمه نهایی |  |  | فینال                    | فینال |
|  | ۱۲ دسامبر – جده (ش.و.م.ع.) |                    |                            |      |                            |                            |  |  |            |            |  |  |                          |       |
|  | الاتحاد                    | ۳                  |                            |      | ۱۵ دسامبر – جده (ش.و.م.ع.) | ۱۵ دسامبر – جده (ش.و.م.ع.) |  |  |            |            |  |  |                          |       |
|  | الاتحاد                    | ۳                  |                            |      | ۱۵ دسامبر – جده (ش.و.م.ع.) | ۱۵ دسامبر – جده (ش.و.م.ع.) |  |  |            |            |  |  |                          |       |
|  | اوکلند سیتی                | ۰                  |                            |      | الاتحاد                    | ۱                          |  |  |            |            |  |  |                          |       |
|  | اوکلند سیتی                | ۰                  | ۱۸ دسامبر – جده (ش.و.م.ع.) |      | الاتحاد                    | ۱                          |  |  |            |            |  |  |                          |       |
|  |                            |                    |                            |      | الاهلی                     | ۳                          |  |  |            |            |  |  |                          |       |
|  | الاهلی                     | ۰                  |                            |      | الاهلی                     | ۳                          |  |  |            |            |  |  |                          |       |
|  | الاهلی                     | ۰                  |                            |      |                            |                            |  |  |            |            |  |  |                          |       |
|  |                            |                    | فلومیننزه                  | ۲    |                            |                            |  |  |            |            |  |  |                          |       |
|  |                            |                    | فلومیننزه                  | ۲    |                            |                            |  |  |            |            |  |  |                          |       |
|  |                            |                    | ۲۲ دسامبر – جده (ش.و.م.ع.) |      |                            |                            |  |  |            |            |  |  |                          |       |
|  |                            |                    |                            |      |                            |                            |  |  |            |            |  |  |                          |       |
|  | فلومیننزه                  | ۰                  |                            |      |                            |                            |  |  |            |            |  |  |                          |       |
|  | فلومیننزه                  | ۰                  | ۱۵ دسامبر – جده (ا.ع.ا.)   |      |                            |                            |  |  |            |            |  |  |                          |       |
|  |                            | منچستر سیتی        | ۴                          |      |                            |                            |  |  |            |            |  |  |                          |       |
|  |                            |                    | ۴                          | لئون | ۰                          |                            |  |  |            |            |  |  |                          |       |
|  | ۱۹ دسامبر – جده (ش.و.م.ع.) |                    |                            | لئون | ۰                          |                            |  |  |            |            |  |  |                          |       |
|  |                            | اوراوا رد دایموندز | ۱                          |      |                            |                            |  |  |            |            |  |  |                          |       |
|  | اوراوا رد دایموندز         | اوراوا رد دایموندز | ۱                          | ۰    |                            |                            |  |  |            |            |  |  |                          |       |
|  | اوراوا رد دایموندز         |                    | مقام سومی                  | ۰    |                            |                            |  |  |            |            |  |  |                          |       |
|  |                            |                    | منچستر سیتی                | ۳    |                            |                            |  |  |            |            |  |  |                          |       |
|  | الاهلی                     | ۴                  | منچستر سیتی                | ۳    |                            |                            |  |  |            |            |  |  |                          |       |
|  | الاهلی                     | ۴                  |                            |      |                            |                            |  |  |            |            |  |  |                          |       |
|  | اوراوا رد دایموندز         | ۲                  |                            |      |                            |                            |  |  |            |            |  |  |                          |       |
|  | اوراوا رد دایموندز         | ۲                  |                            |      |                            |                            |  |  |            |            |  |  |                          |       |
|  |                            |                    |                            |      |                            |                            |  |  |            |            |  |  | ۲۲ دسامبر – جده (ا.ع.ا.) |       |

تمامی زمان‌ها به وقت محلی (یوتی‌سی ۳:۰۰+) می‌باشند.

### مرحله اول
| الاتحاد                                 | ۳–۰   | اوکلند سیتی |
| --------------------------------------- | ----- | ----------- |
| - رومارینیو ۲۹' - کانته ۳۴' - بنزما ۴۰' | گزارش |             |

### مرحله دوم
| الاهلی                                   | ۳–۱   | الاتحاد       |
| ---------------------------------------- | ----- | ------------- |
| - معلول ۲۱' (پ) - الشحات ۵۹' - عاشور ۶۲' | گزارش | - بنزما ۹۰+۲' |

| لئون | ۰–۱   | اوراوا رد دایموندز |
| ---- | ----- | ------------------ |
|      | گزارش | - شالک ۷۸'         |

### نیمه نهایی
| فلومیننزه                  | ۲–۰   | الاهلی |
| -------------------------- | ----- | ------ |
| - آریاس ۷۱' (پ) - کندی ۹۰' | گزارش |        |

| اوراوا رد دایموندز | ۰–۳   | منچستر سیتی                                          |
| ------------------ | ----- | ---------------------------------------------------- |
|                    | گزارش | - هویبراتن ۴۵+۱' (گل‌به‌خودی) - کواچیچ ۵۲' - سیلوا ۵۹' |

### رده بندی
| اوراوا رد دایموندز          | ۲–۴   | الاهلی                                                          |
| --------------------------- | ----- | --------------------------------------------------------------- |
| - کانته ۴۳' - شولتس ۵۴' (پ) | گزارش | - ابراهیم ۱۹' - تائو ۲۵' - کویزومی ۶۰' (گل‌به‌خودی) - معلول ۹۰+۸' |

### فینال
| منچستر سیتی                                              | ۴–۰ | فلومیننزه |
| -------------------------------------------------------- | --- | --------- |
| - جولیان آلوارز ۱'، ۸۸' - نینو ۲۷' (گل‌به‌خودی) - فودن ۷۲' |     |           |

## گلزنان
| رتبه | بازیکن         | تیم                | گل‌ها |
| ---- | -------------- | ------------------ | ---- |
| ۱    | جولیان آلوارز  | منچستر سیتی        | ۲    |
| ۱    | کریم بنزما     | الاتحاد            | ۲    |
| ۱    | علی معلول      | الاهلی             | ۲    |
| ۴    | جان آریاس      | فلومیننزه          | ۱    |
| ۴    | امام عاشور     | الاهلی             | ۱    |
| ۴    | برناردو سیلوا  | منچستر سیتی        | ۱    |
| ۴    | حسین الشحات    | الاهلی             | ۱    |
| ۴    | فیل فودن       | منچستر سیتی        | ۱    |
| ۴    | یاسر ابراهیم   | الاهلی             | ۱    |
| ۴    | خوزه کانته     | اوراوا رد دایموندز | ۱    |
| ۴    | جان کندی       | فلومیننزه          | ۱    |
| ۴    | ماتئو کواچیچ   | منچستر سیتی        | ۱    |
| ۴    | رومارینیو      | الاتحاد            | ۱    |
| ۴    | الکس شالک      | اوراوا رد دایموندز | ۱    |
| ۴    | الکساندر شولتس | اوراوا رد دایموندز | ۱    |
| ۴    | پرسی تائو      | الاهلی             | ۱    |

۱ گل به خودی
- ماریوس هویبراتن (از اوراوا رد دایموندز، در مقابل منچستر سیتی)
- یوشیو کویزومی (از اوراوا رد دایموندز، در مقابل الاهلی)
- نینو (از فلومیننزه، در مقابل منچستر سیتی)

## جوایز
در پایان مسابقات جوایز زیر اهدا شد. رودری از منچستر سیتی برنده جایزه توپ طلا شد.
| توپ طلا               | توپ نقره                | توپ برنز              |
| --------------------- | ----------------------- | --------------------- |
| رودری (منچستر سیتی)   | کایل واکر (منچستر سیتی) | جان آریاس (فلومیننزه) |
| جایزه بازی جوانمردانه |                         |                       |
| الاتحاد               |                         |                       |

فیفا یک جایزه مرد مسابقه را برای بهترین بازیکن هر بازی در این مسابقات معرفی کرد.
| بازی | مرد مسابقه    | باشگاه             | حریف               | منبع   |
| ---- | ------------- | ------------------ | ------------------ | ------ |
| ۱    | انگولو کانته  | الاتحاد            | اوکلند سیتی        | [ ۱۴ ] |
| ۲    | مروان عطیه    | الاهلی             | الاتحاد            | [ ۱۵ ] |
| ۳    | یوشیو کویزومی | اوراوا رد دایموندز | لئون               | [ ۱۶ ] |
| ۴    | آندری         | فلومیننزه          | الاهلی             | [ ۱۷ ] |
| ۵    | رودری         | منچستر سیتی        | اوراوا رد دایموندز | [ ۱۸ ] |
| ۶    | امام عاشور    | الاهلی             | اوراوا رد دایموندز | [ ۱۹ ] |
| ۷    | جولیان آلوارز | منچستر سیتی        | فلومیننزه          | [ ۲۰ ] |

## حمایت مالی
حامی ارائه‌دهنده
- ویزیت سعودی

شرکای فیفا
- آدیداس
- کوکا کولا
- هواپیمایی قطر
- ویزا
- گروه واندا

حامیان تورنمنت
- گروه پزشکی سلیمان الحبیب
- جاهز
- جده سنترال
- منطقه تاریخی جده
- نیوم